# Eric Abdul
Eric Abdul (Oranjestad, 25 februari 1986) is een Arubaans voetballer die als doelman speelt. 
Hij volgde de jeugdopleiding van Sparta. En hij speelde twee seizoenen voor Jong Sparta Rotterdam. Na een seizoen bij DHC Delft speelde hij van 2012 tot eind 2014 voor ASWH. Hij keerde terug naar Aruba waar hij kort bij SV Estrella en sinds medio 2014 voor SV Dakota speelt.
Zijn broer David is aanvaller.

## Interlands
In 2011 werd Eric geselecteerd voor het nationale elftal van Aruba. Hij speelde inmiddels acht interlands. In 2012 won hij met het nationale elftal de 3e editie van de ABCS-toernooi.